# 福井市東藤島小学校
福井市東藤島小学校（ふくいし ひがしふじしましょうがっこう）は、福井県福井市藤島町にある公立小学校。

## 通学区域
- 泉田町、大和田町、上中町、北野上町、北野下町、玄正島町、重立町、島橋町、堂島町、中ノ郷町、林町、原目町、藤島町、間山町、若栄町

## 交通

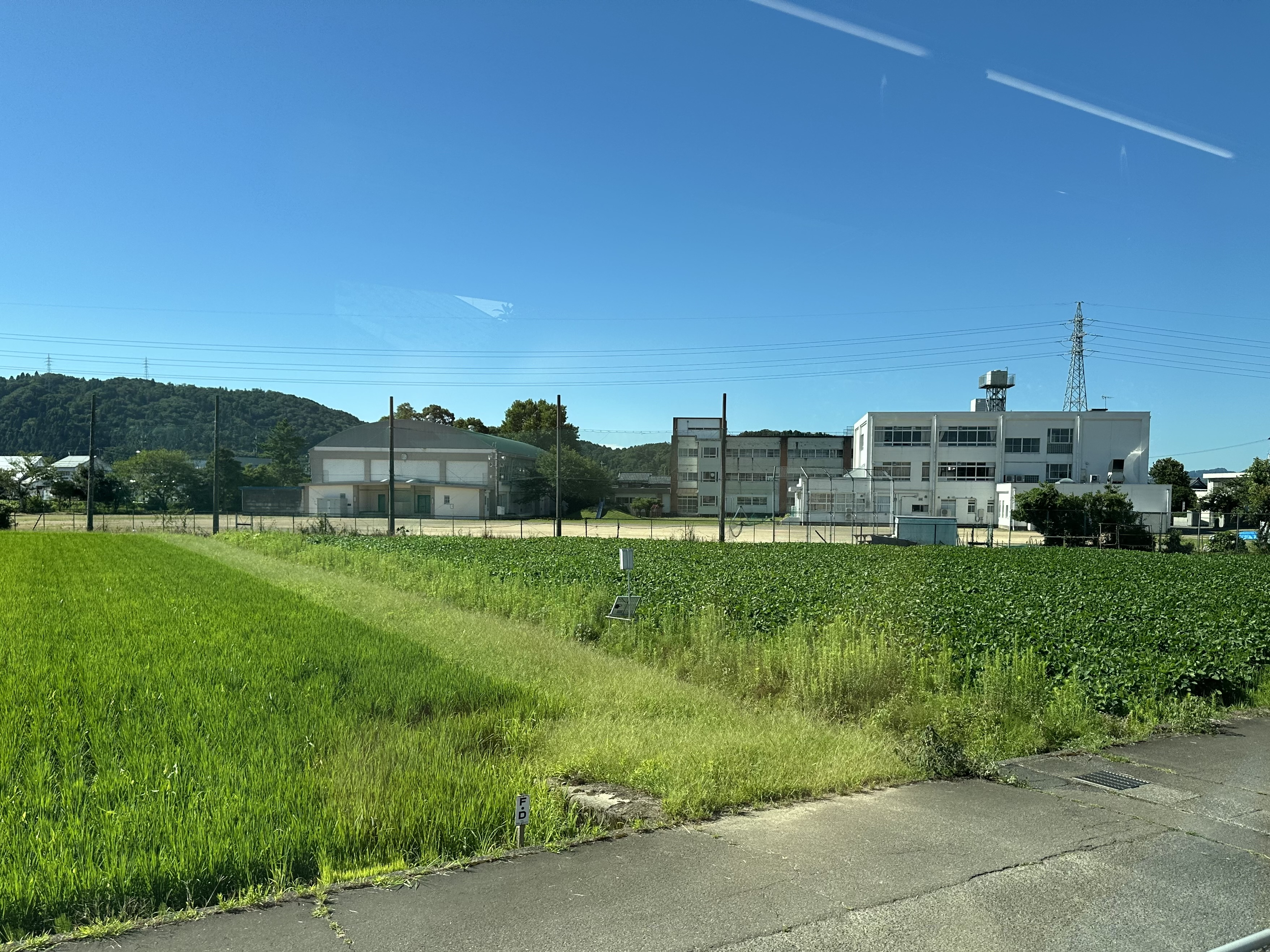
えちぜん鉄道勝山永平寺線から見た校舎敷地

- 京福バス 37系統 大学病院線（松岡駅経由） 東藤島バス停下車すぐ。